# 3 000 meter för damer i friidrott vid olympiska sommarspelen 1988
3 000 meter för damer vid olympiska sommarspelen 1988 i Seoul avgjordes 1 oktober. 

## Medaljörer
| Gren        | Guld                              | Guld    | Silver                | Silver  | Brons                          | Brons   |
| 3 000 meter | Tatjana Samolenko · Sovjetunionen | 8.26,53 | Paula Ivan · Rumänien | 8.27,15 | Yvonne Murray · Storbritannien | 8.29,02 |

## Resultat
- Q innebär avancemang utifrån placering i heatet.
- q innebär avancemang utifrån total placering.
- DNS innebär att personen inte startade.
- DNF innebär att personen inte fullföljde.
- DQ innebär diskvalificering.
- NR innebär nationellt rekord.
- OR innebär olympiskt rekord.
- WR innebär världsrekord.
- WJR innebär världsrekord för juniorer
- AR innebär världsdelsrekord (area record)
- PB innebär personligt rekord.
- SB innebär säsongsbästa.

### Final
| Placering | Final                      | Tid     |
| --------- | -------------------------- | ------- |
|           | Tatjana Samolenko (URS)    | 8.26,53 |
|           | Paula Ivan (ROU)           | 8.27,15 |
|           | Yvonne Murray (GBR)        | 8.29,02 |
| 4.        | Jelena Romanova (URS)      | 8.30,45 |
| 5.        | Natalja Artjomova (URS)    | 8.31,67 |
| 6.        | Vicki Huber (USA)          | 8.37,25 |
| 7.        | Wendy Smith-Sly (GBR)      | 8.38,43 |
| 8.        | Lynn Kanuka-Williams (CAN) | 8.38,43 |
| 9.        | Elly van Hulst (NED)       | 8.43,92 |
| 10.       | Mary Decker-Slaney (USA)   | 8.47,13 |
| 11.       | Cornelia Bürki (SUI)       | 8.48,32 |
| 12.       | Annette Sergent (FRA)      | 8.49,14 |
| 13.       | PattiSue Plumer (USA)      | 8.59,17 |
| 14.       | Angela Chalmers (CAN)      | 9.04,75 |
| 15.       | Debbie Bowker (CAN)        | 9.11,95 |

### Icke-kvalificerade
| Placering | Icke-kvalificerade         | Tid      |
| --------- | -------------------------- | -------- |
| 16.       | Vera Michallek (FRG)       | 8.51,34  |
| 17.       | Qingmei Chen (CHN)         | 8:51,53  |
| 18.       | Roberta Brunet (ITA)       | 8:53,04  |
| 19.       | Xiuting Wang (CHN)         | 8:54,19  |
| 20.       | Jill Hunter (GBR)          | 8:57,28  |
| 21.       | Christine Pfitzinger (NZL) | 9:01,30  |
| 22.       | Jacqueline Perkins (AUS)   | 9:01,82  |
| 23.       | Andri Avraam (CYP)         | 9:02,18  |
| 24.       | Anne Keenan-Buckley (IRL)  | 9:03,10  |
| 25.       | Angelines Rodríguez (ESP)  | 9:03,39  |
| 26.       | Fernanda Ribeiro (POR)     | 9:05,92  |
| 27.       | Susan Sirma (KEN)          | 9:06,90  |
| 28.       | Lim Chun-Ae (KOR)          | 9:21,18  |
| 29.       | Khin Khin Htwe (BIR)       | 9:26,57  |
| 30.       | Daphrose Nyiramutuzo (RWA) | 9:47,98  |
| 31.       | Dikanda Diba (ZAI)         | 10:32,88 |
| –         | Maricica Puică (ROU)       | DNF      |
| –         | Marie Pierre Duros (FRA)   | DNF      |
| –         | Fatima Aouam (MAR)         | DNF      |
| –         | Polonie Avek (PNG)         | DNF      |